# 北陸スペシャル
『北陸スペシャル』（ほくりくスペシャル）は、北陸地方の富山県、石川県、福井県向けに放送される地域情報番組である。
これまで、北陸3県向けには、東海・北陸地域の拠点放送局であるNHK名古屋放送局製作の『ナビゲーション』を放送し、月1回程度は東海向けの『金とく』が放送される際に北陸3県向け、または各県向け単独の地域情報番組を組んで差し替えていたが、2021年度をもって名古屋製作の『ナビゲーション』が終了し、翌2022年度から名古屋製作の金曜夜のローカル番組が東海地方4県向けに特化した『東海 ドまんなか!』に移行し、北陸3県向けには、基本的には各県別編成としながらも、毎月1回程度は3県向け共通の内容として当番組を生放送する。
本項目では、事実上の前身番組である『ホクロック!』についても記述する。

## 放送日時
- 本放送:原則として毎月1回程度の金曜19:30 - 19:57（回によっては20:42まで延長する場合もある）
- 再放送:原則として毎月1回程度の日曜13:05 - 13:50の間で27分間

## 現在の出演者
- 永井伸一（NHKアナウンサー、2024年4月5日 - ）

- パックンマックン（北陸応援びと、2024年4月12日 - ）

## ホクロック!
『ホクロック!』は、北陸地方の富山県、石川県、福井県向けに放送されていた地域情報番組である。
番組のタイトルは、北陸3県をつなぐ「北陸道」がかつて「ほくろくどう」といわれていたことにちなみ、この3県の在住者・出身者を取材して、視聴者の魂を揺さぶるロックな雰囲気の番組を作りたいという願いを込めている。

### 放送リスト
1. 18歳、叫びます。（ナレーター:町田啓太）
2. 北陸発! ROCKな働き方
3. ドリーム★ネイバーズ 【外国人の夢応援バラエティー】（1）（司会:副島淳、柴田理恵、ナレーター:森崎ウィン）
4. ドリーム★ネイバーズ 【夢応援バラエティー】（2）
5. 幸せにはワケがある 学力トップの“タブー”（ゲスト:内田良、キンタロー。）
6. 生理を知ると北陸が変わる!?（ゲスト:登坂絵莉、池田航）
7. 私たちの介護 人手が足りない!
8. ドリーム★ネイバーズ 夢応援バラエティ〜夜間学級 生徒たちの願い〜（3）
9. 北陸新幹線延伸まで1年 どうする?北陸のまち（ゲスト:池田航）
10. 緊急報告 能登 相次ぐ地震
11. 北陸の課題も解決!プロスポーツにチャンスあり（ゲスト:池田航）
12. 今こそ 祭りのチカラを!
13. 北陸を元気に!おいしい食ブランド 最前線

## 北陸3県の通常週の県域情報番組
本放送は上記と同じ。再放送は番組の内容により土曜日9:30 - 9:55（※東海・北陸ブロック放送の場合あり）か、日曜13:05 - 13:50の間で設定。
- NHK富山放送局:UPっぷ富山 きとラボ
- NHK金沢放送局:いしかわ令和プレミアム→かがのとnight、またはかがのとチョイス
- NHK福井放送局:ザウルス!今夜も掘らナイト、または掘ろっさ、福井（年6本程度=原則隔月）